# 宫相
宫相是欧洲中世纪早期的官职，7世纪至8世纪间法兰克王国都有此官。名义上是掌管宫廷政务以及辅佐君王的亲近官员，但后来演变成王国内实权所在。
墨洛温王朝晚期的君王，许多都被宫相用作傀儡，后来因而被称为“无为王”（法語：rois fainéants）。随后此官职被允许父子传承，更加巩固了其权力，最终传到查理·马特手中，737年国王逝世，查理虽无篡位，却也不立新君，直到741年其子丕平三世便建立了加洛林王朝。
这个官职后世多指管理贵族豪宅事务的傭人，与其本意（Maior domus实指“管家”）更接近。

## 歷任宮相列表

#### 奧斯特拉西亞
- ？-548 : 帕提米烏斯（Parthemius）
- ？-581 : 戈貢[1] · [2]
- 581-? : 瓦德林[2]
- 596-600 : 貢多夫 († 607)，通厄倫主教[3]
- 613-616 : 拉東
- 616-618 : 于格：可能為于格伯德家族（法语：Hugobertides）的先祖[4]
- av. 624-632 : 蘭登的丕平 († 640)[5]
- 632-639 : 阿達吉賽爾[6]
- 639-640 : 蘭登的丕平 († 640)，再任
- 640-643 : 奧托 († 643)[7]
- 643-657 : 老格里摩爾德 († 657)：兰登的丕平之子 [8]
- 662-676 : 沃爾福爾德 († 680)[9] · [10]
- 676-714 : 丕平二世 († 714)：蘭登的丕平之外孫[11]
- 714-717 : 提乌德鲍德 († 741)：格里莫二世之子[12]
- 717-741 : 查理·馬特 († 741)：丕平二世之子[13]
- 741-747 : 卡洛曼 († 754)：查理·馬特之子[14]
- 747-753 : 德羅戈：卡洛曼之子[15]

#### 紐斯特利亞
（前段失考）
- 穆莫林（法语：Mummolin）

（中段失考）
- 604-613 : 蘭德里克 († 613)[16]
- 613-ap. 630 : 貢多蘭 († ap.630)[16]
- av. 635-642 : 埃加 († 642)[17]
- 642-658 : 厄奇諾德 († 658)：达戈贝尔特一世之表兄[18]
- 658-675 : 埃布羅因 († 681)[19]
- 675-676 : 勒德修斯 († 676)：厄奇諾德之子[18]
- 676-681 : 埃布羅因 († 681)，再任
- 681-684 : 瓦拉托 († 686)[19]
- 684-685 : 吉斯勒馬爾 († 685)：瓦拉托之子[19]
- 685-686 : 瓦拉托 († 686)，再任[19]
- 686-687 : 伯查爾 († 688)：瓦拉托之女婿[20]
- 687-695 : 諾德伯特 († 695)，由丕平二世任命[21]
- 695-714 : 格里莫二世 († 714)：赫斯塔的丕平之子[22]
- 714-715 : 提烏德鮑德 († 741)：格里莫二世之子[12]
- 715-717 : 里根弗里德[23]
- 717-741 : 查理·馬特 († 741)：丕平二世之子[13]
- 741-751 : 矮子丕平 († 768)：查理·馬特之子[24]

#### 勃艮第王國
- 596-600 : 瓦納查爾一世 († 600)[25]
- 600-603 : 伯托爾德 († 603)[25]
- 603-607 : 普羅塔迪烏斯 († 607)[25]
- 607-v. 610 : 克勞狄烏斯 († 610)[25]
- v. 610-627 : 瓦納查爾二世 († 627)：可能為瓦納查爾一世之子[25]

在瓦納查爾二世去世後，勃艮第王國的貴族決定廢止宮相。由紐斯特利亞直轄，但這並不妨礙南蒂爾德王后任命勃艮第宮相 :
- 642-643 : 弗洛查德或稱為弗洛查特斯[27] († 643)，迎娶南蒂爾德王后的侄女拉格諾貝爾特為妻[25]

690年，丕平二世在消滅紐斯特利亞之後，將諸子陸續冊封為“勃艮第公爵”：
- 690-708 : 德羅戈 († 708)：香檳和勃艮第公爵，丕平二世之子[28]
- 708-714 : 格里莫二世 († 714)：勃艮第公爵，丕平二世之子[22]

#### 阿基坦
- 627-632 布羅杜夫